# Puerto Ayora
Puerto Ayora és una ciutat equatoriana, cap del cantó de Santa Cruz, així com el nucli de població més gran i poblat de la província de Galápagos. És al centre de les illes Galápagos, al sud de l'illa de Santa Cruz, a una altitud de 12 msnm i amb un clima sec tropical de 24 °C de mitjana.
Se la coneix com "el cor de les Galápagos" perquè és el centre econòmic de l'arxipèlag, a més de la ubicació central entre les illes. Al cens de 2010 comptava amb una població d'11.974 habitants, la qual cosa la converteix en la ciutat més poblada de les illes Galápagos, i la vuitantena a nivell nacional. Té els orígens a l'inici del segle xx, però fins que no va ser designada cap cantonal no va presentar un creixement demogràfic accelerat. Les activitats principals de la ciutat són el turisme, la pesca artesanal i els transports.